# キャリア生成と再結合
半導体においてキャリア生成と放射再結合とは、電荷キャリア（電子と正孔）が生成または消滅する過程のこと。
電子-正孔ペアの生成は価電子帯から伝導帯への電子遷移であり、再結合は逆の遷移である。

## バンド構造

半導体材料のバンド構造。

半導体材料はその他の固体と同様に、結晶特性によって決まるバンド構造を持つ。各エネルギー状態を電子が占有する確率は、フェルミ準位（または化学ポテンシャル）と温度で決まるフェルミ分布で記述される。ドープされていない半導体では、フェルミ準位はバンドギャップの真ん中に位置する。絶対零度では、全ての電子はフェルミ準位以下のエネルギーを持つ。有限温度の場合、エネルギー準位は近似的にボルツマン分布に従って占有される。価電子帯はほぼ完全に占有されており、伝導帯はほぼ完全に空になっている。価電子帯の電子は動けず、電流として流れることができない。
価電子帯の電子が伝導帯に遷移するために十分なエネルギーを得た場合、ほとんど空の伝導帯を自由に流れることができる。さらにそのとき正孔も生成し、電荷をもつ物理的な粒子のように動くことができる。キャリア生成は、電子がエネルギーを得て価電子帯から伝導帯へ遷移することで起きる。一方で再結合は伝導帯の電子が価電子帯へ遷移することでエネルギーを失い、正孔のエネルギー状態を再び占有することで起きる。
熱平衡にある材料では生成と再結合は均衡がとれており、電荷キャリア密度は一定のままである。平衡キャリア密度は、熱力学と統計力学によって予言される。

### 生成-再結合過程
キャリア生成と再結合は、電子、正孔、光子、格子振動（フォノン）の相互作用によって半導体中の電子が価電子帯と伝導帯との間で遷移したときに起きる。これらの過程はエネルギーと運動量の両方を保存しなければならない。光子は非常に小さな運動量しか運べないため、フォノンが運動量保存において大きな役割を果たす。
熱的・光学的な生成と再結合は半導体中で常に起きており、平衡状態ではその速度は釣り合っている。よって平衡状態では電子密度と正孔密度 ({\displaystyle n}と{\displaystyle p}) の積は一定のまま維持されている {\displaystyle (n_{o}p_{o}=n_{i}^{2})}。過剰キャリアが存在する場合 (つまり {\displaystyle np>n_{i}^{2}})、再結合速度は生成速度よりも大きくなり、系を平衡に引き戻す。同様に、キャリアの不足がある場合 (つまり {\displaystyle np<n_{i}^{2}})、生成速度が再結合速度よりも大きくなり再び系を平衡に引き戻す。電子があるエネルギーバンドから別のバンドへ遷移したとき、その電子のエネルギーと運動量の変化量は別の粒子 (たとえば光子、電子、フォノン) でやり取りされる。どの粒子が生成-再結合過程に含まれるかよって、以下に示すモデルが生成と再結合を記述するために用いられる。

真性半導体バーの中心において光強度（生成速度 /cm3）が増加すると生成する過剰キャリア（緑：電子、紫：正孔）が変化する。電子は正孔よりも高い拡散定数を持つため、正孔と比べて過剰な電子が生じる。

### Shockley–Read–Hall(SRH)過程
Shockley-Read-Hall再結合はトラップ支援再結合とも呼ばれる。電子はバンド間を遷移する際に、結晶中の不純物によってバンドギャップ中に作られるエネルギー状態（局在状態）を経由する。このようなエネルギー準位は深い準位と呼ばれる。局在状態はキャリア間の運動量の差を埋め合わすことができる。よってこの過程はシリコンなどの間接遷移型半導体で支配的である。また直接遷移型半導体でもキャリア密度が非常に低い場合は支配的である。キャリアのエネルギーは格子振動（フォノン）との間でやり取りされる。この過程の名前は、ウィリアム・ショックレー、ウィリアム・ソーントン・リード、ロバート・N・ホールに由来する。

### 放射再結合
放射再結合では、自然放出により光子が放出される。この過程は発光ダイオードの基本となる。光子は比較的小さな運動量しか運べないため、放射再結合は直接遷移型半導体でのみ重要となる。
光子が半導体中に存在する場合、光吸収によって自由キャリアのペアが生じるか、または再結合を誘導して放射再結合の光子と似た性質の光子を生じる（誘導放出）。光吸収はフォトダイオード、太陽電池、その他の光検出器で見られる過程であり、一方で誘導放出はレーザーダイオードにおけるレーザー動作の原理となっている。
熱平衡では放射再結合速度{\displaystyle R_{r}}と熱による生成速度{\displaystyle G_{0}}は互いに等しい。
{\displaystyle R_{r}=G_{0}=B_{r}n_{0}p_{0}=B_{r}n_{i}^{2}}
ここで{\displaystyle B_{r}}は放射捕獲確率、{\displaystyle n_{i}}は真性キャリア密度である。
定常状態では、放射再結合速度{\displaystyle r_{r}}と正味の再結合速度{\displaystyle U_{r}} は、
{\displaystyle r_{r}=B_{r}np\,,\quad U_{r}=r_{r}-G_{0}=B_{r}\left(np-n_{i}^{2}\right)}
ここでキャリア密度{\displaystyle n,p}は平衡でのキャリア密度{\displaystyle n_{0},p_{0}}と過剰キャリア密度 {\displaystyle \Delta n,\Delta p}から構成される。
{\displaystyle n=n_{0}+\Delta n\,,\quad p=p_{0}+\Delta p\,.}
放射寿命{\displaystyle \tau _{r}}は次のように与えられる。
{\displaystyle \tau _{r}={\frac {\Delta n}{U_{r}}}={\frac {1}{B_{r}\left(n_{0}+p_{0}+\Delta n\right)}}\,.}

### オージェ再結合
オージェ再結合では、再結合で生じたエネルギーは第3のキャリアに与えられ、他のエネルギーバンドを動かすことなく高エネルギー準位に励起される。オージェ過程が起きた後の高エネルギー準位に励起された3番目のキャリアは通常、余剰なエネルギーを失って熱振動になる。この過程は3つの粒子間の相互作用であるため、通常はキャリア密度が非常に高い非平衡でのみ重要となる。オージェ過程は簡単には起きない。なぜなら3番目の粒子は不安定な高エネルギー状態で過程を始めなければならないからである。
熱平衡では、オージェ再結合速度{\displaystyle R_{A}}と熱生成速度{\displaystyle G_{0}}は互いに等しい。
{\displaystyle R_{A}=G_{0}=C_{n}n_{0}^{2}p_{0}+C_{p}n_{0}p_{0}^{2}}
ここで{\displaystyle C_{n},C_{p}}はオージェ捕捉確率である。
定常状態での非平衡オージェ再結合速度{\displaystyle r_{A}}とその結果生じる正味の再結合速度{\displaystyle U_{A}}は、
{\displaystyle r_{A}=C_{n}n^{2}p+C_{p}np^{2}\,,\quad U_{A}=r_{A}-G_{0}=C_{n}\left(n^{2}p-n_{0}^{2}p_{0}\right)+C_{p}\left(np^{2}-n_{0}p_{0}^{2}\right)\,.}
オージェ寿命{\displaystyle \tau _{A}}は次のように与えられる。
{\displaystyle \tau _{A}={\frac {\Delta n}{U_{A}}}={\frac {1}{n^{2}C_{n}+2n_{i}^{2}(C_{n}+C_{p})+p^{2}C_{p}}}\,.}

## 引用
1. ↑  Elhami Khorasani, Arash; Schroder, Dieter K.; Alford, T. L. (2014). “Optically Excited MOS-Capacitor for Recombination Lifetime Measurement”. IEEE Electron Device Letters 35 (10):  986–988. Bibcode: 2014IEDL...35..986K. doi:10.1109/LED.2014.2345058.
2. ↑  Shockley, W.; Read, W. T. (1 September 1952). “Statistics of the Recombinations of Holes and Electrons”. Physical Review 87 (5):  835–842. Bibcode: 1952PhRv...87..835S. doi:10.1103/PhysRev.87.835.
3. ↑  Hall, R.N. (1951). “Germanium rectifier characteristics”. Physical Review 83 (1):  228.
4. 1 2 3  Li, Sheng S., ed (2006) (英語) (Submitted manuscript). Semiconductor Physical Electronics. pp. 140. doi:10.1007/0-387-37766-2. ISBN 978-0-387-28893-2
5. 1 2  Li, Sheng S., ed (2006) (英語) (Submitted manuscript). Semiconductor Physical Electronics. pp. 143. doi:10.1007/0-387-37766-2. ISBN 978-0-387-28893-2
6. ↑  Li, Sheng S., ed (2006) (英語) (Submitted manuscript). Semiconductor Physical Electronics. pp. 144. doi:10.1007/0-387-37766-2. ISBN 978-0-387-28893-2